# Red Dead Redemption
Red Dead Redemption es un videojuego de acción-aventura de mundo abierto desarrollado por Rockstar San Diego y publicado por Rockstar Games. Un sucesor del Red Dead Revolver de 2004, es el segundo juego de la serie Red Dead. Red Dead Redemption se establece durante el declive de la frontera estadounidense en el año 1911. Sigue a John Marston, un ex forajido que, después de que su esposa e hijo sean tomados como rehenes por el gobierno en rescate por sus servicios como arma contratada, se dispone a llevar a tres miembros de su antigua pandilla ante la justicia. La narrativa explora temas del ciclo de violencia, masculinidad, redención y el Sueño Americano.
El juego se juega desde una perspectiva en tercera persona. El jugador puede deambular libremente por su mundo abierto interactivo, una versión ficticia del oeste de los Estados Unidos y el norte de México, principalmente a caballo y a pie. Los tiroteos enfatizan una mecánica de juego de pistolero llamada "Ojo Muerto" que permite a los jugadores marcar múltiples objetivos de disparo en enemigos en cámara lenta. El juego utiliza un sistema de moralidad mediante el cual las acciones del jugador afectan los niveles de honor, fama y cómo otros personajes responden al jugador. En el lanzamiento original se incluye un modo multijugador en línea, que permite que hasta 16 jugadores participen en juegos cooperativos y competitivos en una recreación del entorno para un jugador.
Desde su lanzamiento, Red Dead Redemption ha disfrutado del aplauso unánime de la crítica, pues cuenta con una puntuación de 95/100 en los recopiladores de análisis Metacritic y GameRankings. Rockstar Games ha lanzado cinco contenidos descargables para el videojuego: Mitos y Renegados, Forajidos hasta el final, Leyendas y Asesinos, Mentirosos y Tramposos, Cazador y Mercader y Undead Nightmare. En octubre de 2010 se hizo público que cuatro de esas expansiones se recopilarían en un solo disco: su lanzamiento se produjo el día 26 de noviembre de 2010. El videojuego ha vendido más de once millones de unidades en las plataformas PlayStation 3 y Xbox 360 desde que fuese lanzado al mercado.
El 8 de julio de 2016 las ventas aumentaron debido a que el título llegó a Xbox One gracias a la retrocompatibilidad con Xbox 360. El 7 de agosto de 2023 se anunció su relanzamiento en las plataformas PlayStation 4 y Nintendo Switch, lanzándose el 17 de agosto de 2023 en formato digital, y posteriormente el 13 de octubre del mismo año en formato físico. Esta versión del juego remueve totalmente las funciones en línea del juego, aparte también de incluir todos los DLC del juego original, como Undead Nightmare. El juego también será jugable en PlayStation 5 al tener esta consola retrocompatibilidad con la mayoría de los juegos de PlayStation 4, lo mismo que ocurre con la Xbox Series X y Series S que tienen retrocompatibilidad con la Xbox One y Xbox 360.

## Argumento

### Sinopsis
La historia de Red Dead Redemption está ambientada en la frontera mexicano-estadounidense, en el año 1911, y está protagonizada por John Marston, un antiguo forajido perteneciente a una peligrosa banda (liderada por otro forajido llamado Dutch Van der Linde), que es chantajeado por unos agentes federales, Edgar Ross y Archer Fordham, del recién creado Buró Federal de Investigaciones. El objetivo es que rastree y elimine a su excamarada de banda, Bill Williamson, para volver a ver a su familia y remontar su vida en su rancho, ya que los federales secuestraron a su familia como una forma de asegurar el cumplimiento de la misión que John fue obligado a participar.

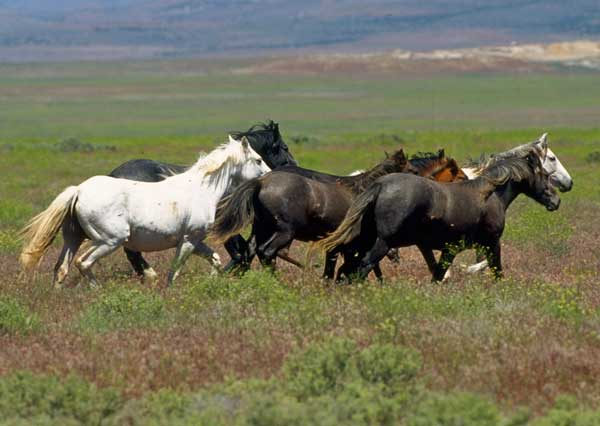
Los caballos salvajes son fáciles de encontrar y suponen un medio de transporte fundamental en Red Dead Redemption.

Marston llega a la estación de ferrocarril de Armadillo, en el estado de New Austin. Tras localizar al contacto que los agentes federales habían contratado para guiar a Marston, ambos se dirigen a Fort Mercer, un antiguo fuerte del ejército abandonado, donde se encuentra atrincherado Bill Williamson y su propia banda. En su primer encuentro después de varios años, Marston es encañonado, desde lo alto de los muros, por varios miembros de la banda, incluido Williamson, y tras una breve charla tratando de persuadir a su antiguo compañero para que se entregue a las autoridades, los hombres de Williamson disparan a Marston, que resulta malherido y cae inconsciente. Sin embargo, una joven ranchera de Hennigan's Stead, Bonnie MacFarlane, lo recoge y lo lleva a su rancho para curar sus heridas. En el Rancho MacFarlane, Marston se recupera y mientras realiza varias labores en la granja de Bonnie como forma de agradecimiento por salvar su vida, John comienza a ultimar los preparativos para atrapar a Williamson, y luego viaja con Bonnie a Armadillo donde ésta le presenta al comisario de la ciudad, Leigh Johnson. El comisario promete ayudar a Marston con su misión si este colabora antes en mantener el orden en la zona. Durante su estancia en New Austin, John Marston conoce a una serie de personajes que, de una forma u otra, lo ayudan a progresar en su objetivo, siendo algunos de estos Nigel West Dickens, un estafador de poca monta que promete curas milagrosas por todo el estado; Seth Briars, un enfermo buscador de tesoros; o los vagabundos inmigrantes Irish, Welsh y French. A medida que John ayuda al comisario Johnson, ambos logran capturar a Norman Deek, segundo al mando dentro de la banda de Bill Williamson quien al enterarse de que John estaba aún con vida y se ocultaba en el rancho de los Macfarlane, decide atacar la propiedad provocando un incendio del cual Marston logra rescatar a los animales del rancho, pero Bonnie sería secuestrada y John tras una fuerte escaramuza, lograría rescatarla.
Después de hacer diferentes favores a un buen número de personas en New Austin, Marston, el comisario y otros compañeros preparan el asalto al fuerte donde se atrinchera Williamson con sus hombres. Lamentablemente, y después de la masacre que allí se lleva a cabo, Marston se entera de que su objetivo logró escapar la noche antes al ataque, abandonando su banda y huyendo a México para reunirse con otro viejo camarada de banda de Marston, Javier Escuella. Marston informa de lo sucedido a los agentes federales, pero estos le obligan a seguir el rastro de Williamson y, ya de paso, capturar también a Javier. Es Irish quien ayuda a Marston a cruzar la tensa frontera hacia México mediante una balsa a través del río San Luis.

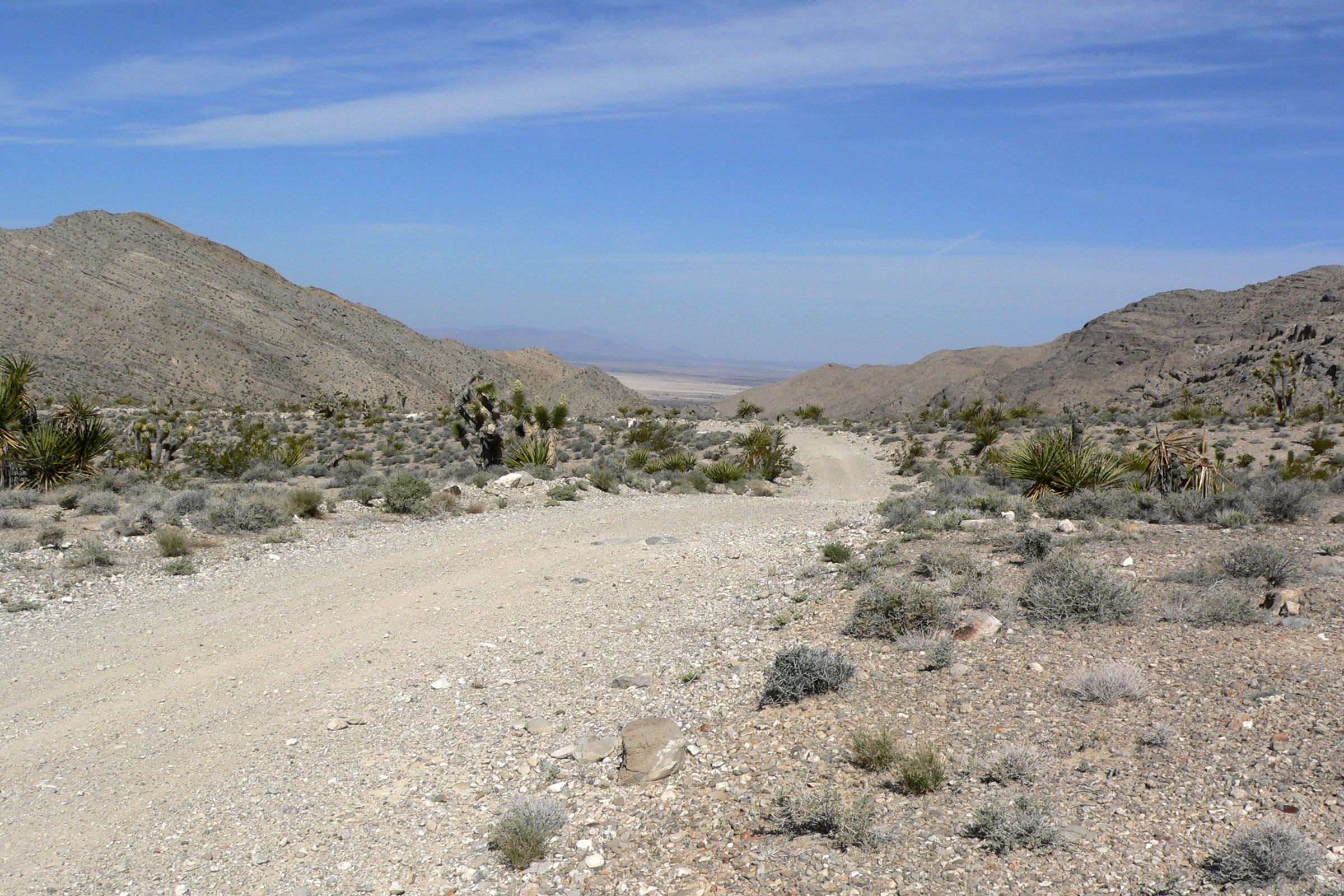
Típica imagen del paisaje mexicano de Nuevo Paraíso. En los caminos, el personaje puede encontrarse con cualquier tipo de peligros, desde emboscadas hasta ataques de animales.

Ya en Nuevo Paraíso, territorio fronterizo mexicano, Marston conoce a Landon Ricketts, una leyenda del pistolerismo que vive retirado en la localidad de Chuparosa. A través de Ricketts, Marston se introduce en el  movimiento revolucionario mexicano gracias a las amistades que entabla con la joven profesora Luisa Fortuna y Abraham Reyes, el líder de los sublevados mexicanos. Sin embargo, Marston, en un primer momento, colabora con el coronel Agustín Allende y el ejército mexicano. Es decir, los enemigos de los rebeldes. El protagonista continúa con la búsqueda de sus hombres, por lo que el capitán Vicente De Santa y el coronel Allende le ofrecen su ayuda a cambio de que él colabore en sofocar las revueltas populares. Posteriormente, De Santa asegura a Marston que tiene a Williamson y Escuella capturados en la iglesia de Chuparosa y se dirigen por ellos. Sin embargo, al llegar a la iglesia, De Santa tiende una emboscada a Marston, pero acaba siendo liberado por Reyes, que conocía los planes oficialistas. Marston termina uniéndose definitivamente a Reyes en el bando revolucionario, asesina al capitán De Santa y logra capturar o directamente asesinar a Escuella, gracias a la ayuda de sus aliados mexicanos, entregándoselo a los federales en la frontera/o informándoles de su muerte dependiendo de la decisión que tome el jugador. Tras lograr la victoria revolucionaria, y en pleno asalto al palacio Allende, en la capital Escalera, el gobernador y Williamson, que se encontraba bajo su amparo, huyen en carromato del lugar y escoltados por soldados fieles al régimen. Pero Marston y Reyes los alcanzan y son asesinados.

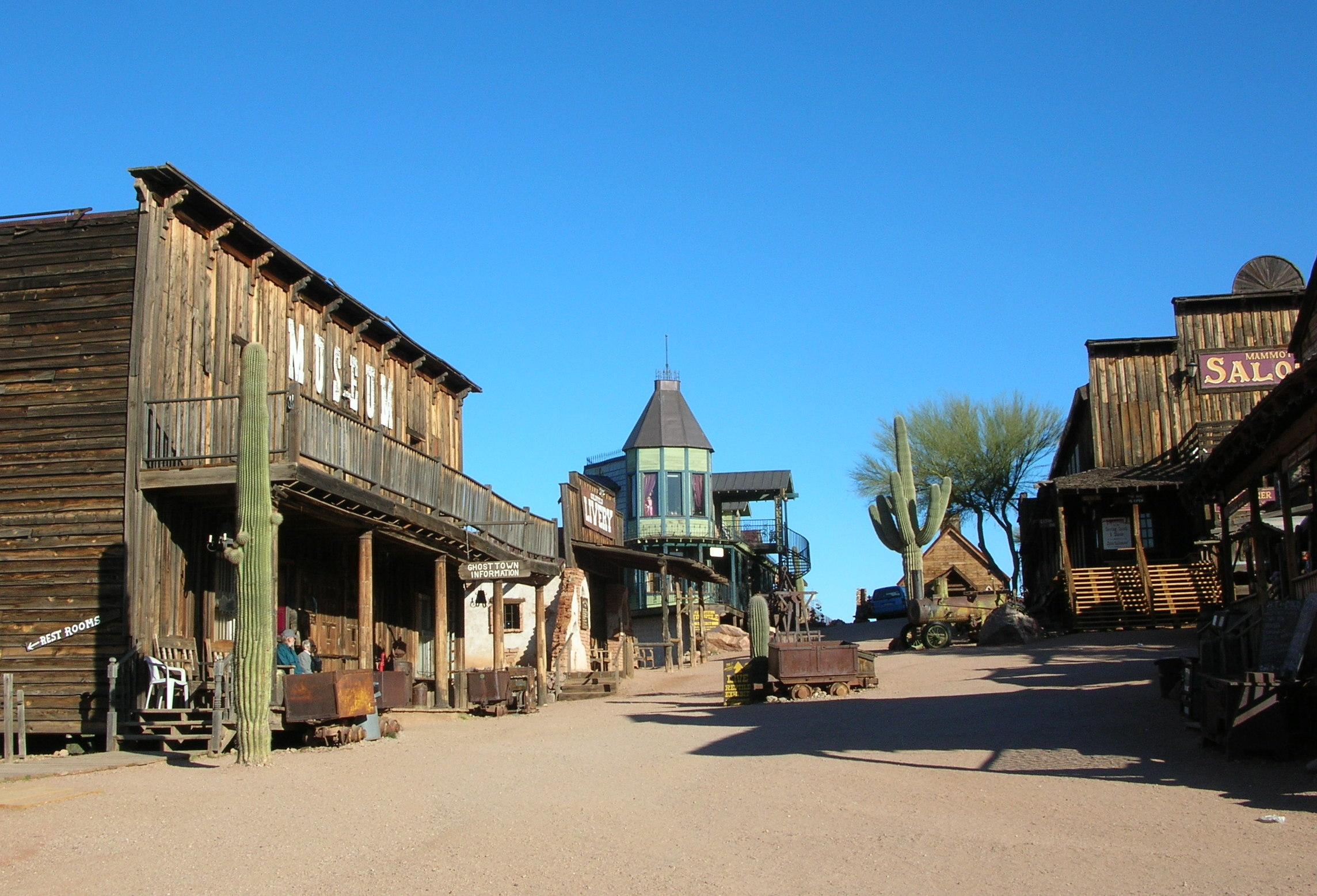
Los retos a duelo pueden producirse en plena ciudad.

Marston se termina reuniendo en la frontera con Edgar Ross y Archer Fordham y, cuando parecía que por fin iba a recuperar su vida y a su mujer e hijo, le informan de que su trabajo para el Gobierno aún no ha terminado. Como último favor antes de recuperar su vida, debe eliminar a Dutch Van der Linde, el líder de la antigua banda de forajidos de la que Marston, Williamson y Escuella eran miembros doce años atrás y que había causado tantos problemas en el pasado. Marston viaja a West Elizabeth, donde los federales tienen su sede en Blackwater, una ciudad en pleno desarrollo industrial. Allí, descubre que su excompañero actualmente lidera una banda de criminales, mayoritariamente compuesta por indios americanos. Tras varias escaramuzas participando junto al Ejército, Marston arrincona a Van Der Linde y a lo que queda de su banda en su fortaleza de Nekoti Rock, el cual, tras una infructuosa huida, se suicida en presencia de su excompañero, cayendo montaña abajo. El Gobierno entrega a Marston su familia y regresa a su granja de Beecher's Hope.
Tras un breve tiempo de aparente calma y normalidad, Edgar Ross asalta el rancho de Marston junto a otros agentes y el Ejército. Tras un duro tiroteo, John Marston logra que su mujer e hijo que huyan del lugar desde la parte de atrás del granero de su rancho. Estaba rodeado y sin posibilidad de escapatoria. Lo querían a él. Después de ver a través de las rendijas del portón de su granero John respira hondo y así, decide descubrirse y plantarles cara en solitario, muriendo asesinado a sangre fría tras ser fusilado por el pelotón de federales y militares que le esperaban alrededor del granero.
Tras esto, la historia avanza hasta el año 1914. Año en el que muere la viuda de Marston, Abigail. Jack Marston, el hijo de 19 años del protagonista, toma el relevo de la trama. Está dispuesto a vengar a su familia y por eso se va a Blackwater, con el fin de encontrar a Edgar Ross. En la estación de tren, le pregunta a un agente del Gobierno el paradero de Ross y este le dice que se había jubilado hacía un año y que había oído que se había mudado a una cabaña frente al Lago Don Julio con su mujer. Jack se dirige hacia allí y encuentra a su esposa, que le asegura que su marido se encuentra cazando patos con su hermano Phillip en el río San Luis, al otro lado de la frontera. Jack se parte hacia allá, encontrando a su hermano en un pequeño campamento, que le dirige en dirección a Ross, al borde del río. Una vez lo encuentra, se presenta como el hijo de John Marston y le recrimina su crueldad y traición en el asesinato de su padre. Edgar Ross se muestra soberbio y lo amenaza. No parece arrepentido por lo sucedido. Jack le advierte que no irá a ningún sitio y se le reta a un duelo. Así es como Edgar Ross muere a manos de Jack Marston, cumpliéndose la venganza familiar. Tras esto, Jack recibe las últimas ediciones de los periódicos donde se pueden leer los destinos de los personajes que su padre conoció en su aventura. Irish se mató accidentalmente en Thieves' Landing; el comisario Leigh Johnson se jubiló tras una fiesta de despedida en Armadillo, donde aseguró no volver jamás; Seth logró encontrar el tesoro que buscaba y se convirtió en multimillonario; Landon Ricketts falleció a causa de su avanzada edad; Abraham Reyes se convirtió, irónicamente, en un tirano gobernador y presidente de México, todo contra lo que había luchado en su etapa rebelde; y Harold McDougal fue expulsado de Yale cuando trató de devorar a un compañero de estudios para un experimento científico.

### Ambientación
Red Dead Redemption se sitúa en tres estados ficticios: New Austin, Nuevo Paraíso y West Elizabeth. Todos ellos están localizados en el territorio de la frontera entre los Estados Unidos y México, en el año 1911, en pleno declive del salvaje oeste y de los prototipos de vaqueros y forajidos que lo conforman, provocado por los avances tecnológicos, industriales, científicos y en materia de infraestructuras, con la implantación del ferrocarril como máximo exponente.

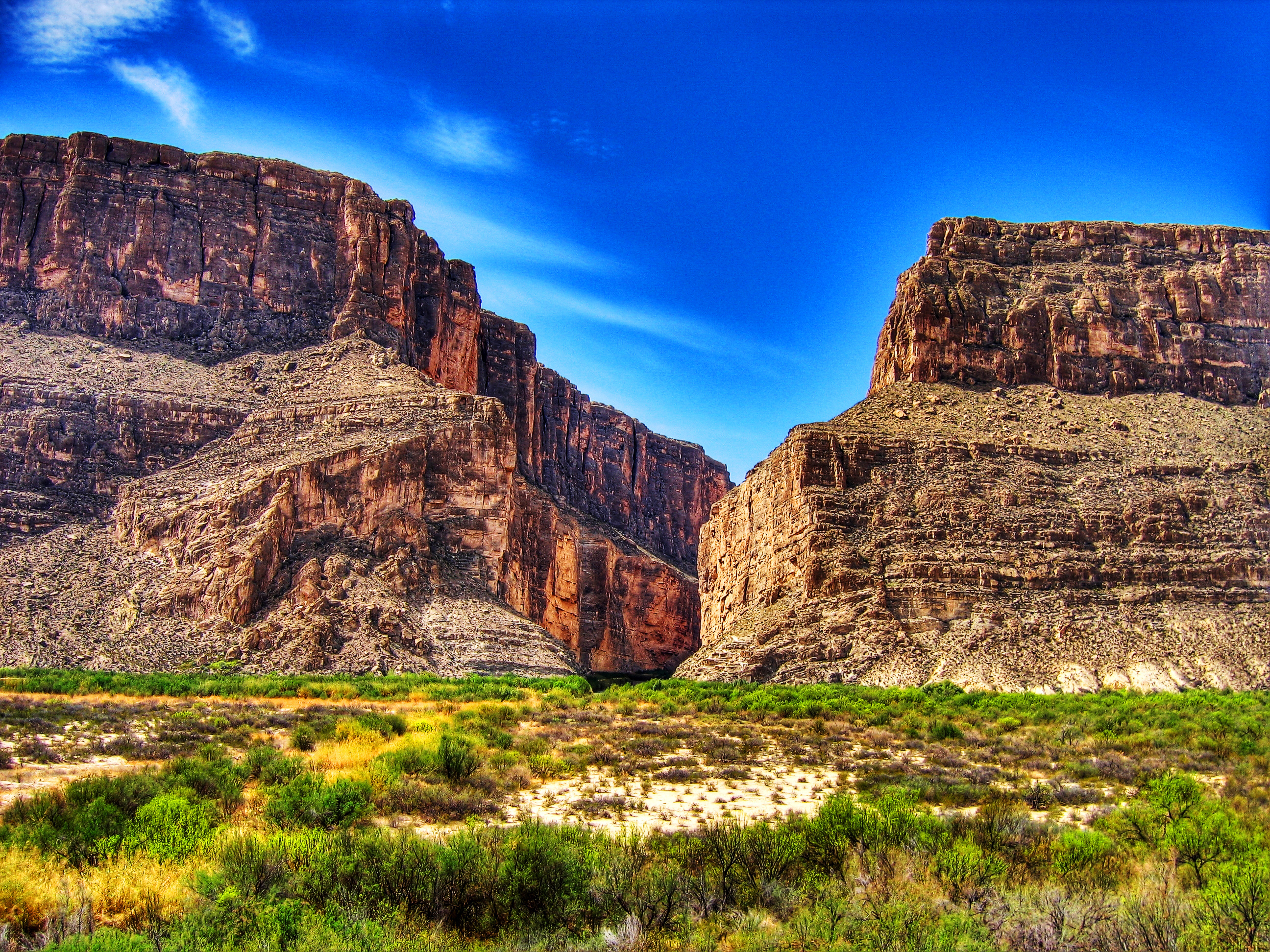
Los distintos estados tienen sus propias características geográficas y climáticas.

Cada uno de los estados dispone de una ambientación única que le hace distinto del resto. El estado de New Austin está formado por cuatro condados: Cholla Springs, Río Bravo, Gaptooth Ridge y Hennigan's Stead. Esta región está basada en los clásicos territorios del oeste estadounidense y su flora y fauna es muy particular. Abundan las llanuras desérticas, poblados, saloons, ranchos o animales como los coyotes, lobos, armadillos o pumas, entre otros. Nuevo Paraíso es parte del territorio mexicano, con sus propios accidentes geográficos característicos como un clima cálido y seco, terrenos más áridos y rojizos, poblados y construcciones edificados a base de piedra blanca y una fauna similar a la de New Austin. Está dividida en tres regiones: Punta Orgulloso, Perdido y Diez Coronas.
Por su parte, el territorio septentrional de West Elizabeth es el estado más industrializado y donde la civilización moderna se hace más patente, especialmente en la sede del estado, Blackwater, que posee edificios de reciente construcción, parques, vehículos motorizados o calles pavimentadas. Su clima es opuesto a los anteriores territorios, pues abundan las praderas, bosques y montañas nevadas. Su fauna, por otra parte, incluye especies únicas como bisontes u osos pardos. Este estado está dividido en dos condados: Tall Trees y Great Plains.

## Sistema de juego
Red Dead Redemption ofrece al jugador un amplio entorno de mundo abierto que el jugador puede explorar. El jugador controla a John Marston, que puede interactuar con todo el entorno, desde hablar con la población hasta cazar y huir de los animales salvajes. La principal forma de desplazarse por el amplio mapa del videojuego es mediante diversas razas de caballos que están a disposición del jugador. Sin embargo, nadar no es posible en la historia, ya que Marston no está dotado de esta capacidad, y si se adentra muy lejos en ríos o lagos, morirá ahogado.
Como parte de la historia, el jugador puede tomar partido de situaciones aleatorias con las que se encuentra a medida que explora el territorio. Este tipo de encuentros incluyen ahorcamientos públicos, emboscadas, peticiones de ayuda, encuentros con extraños, duelos y ataques de peligrosos animales. También, el jugador puede presenciar la entrada de forajidos en una población disparando y asustando a los lugareños, por lo que el jugador tiene la opción de eliminarlos, con su consiguiente aumento de fama y honor entre los locales. Además es posible participar en actividades paralelas a las misiones como juegos de azar; entre los que se incluyen partidas de póquer, de dados o de lanzamiento de herradura; entrar en salas de cine para ver películas mudas, separar individuos en peleas, realizar misiones de cazarrecompensas o buscar tesoros.

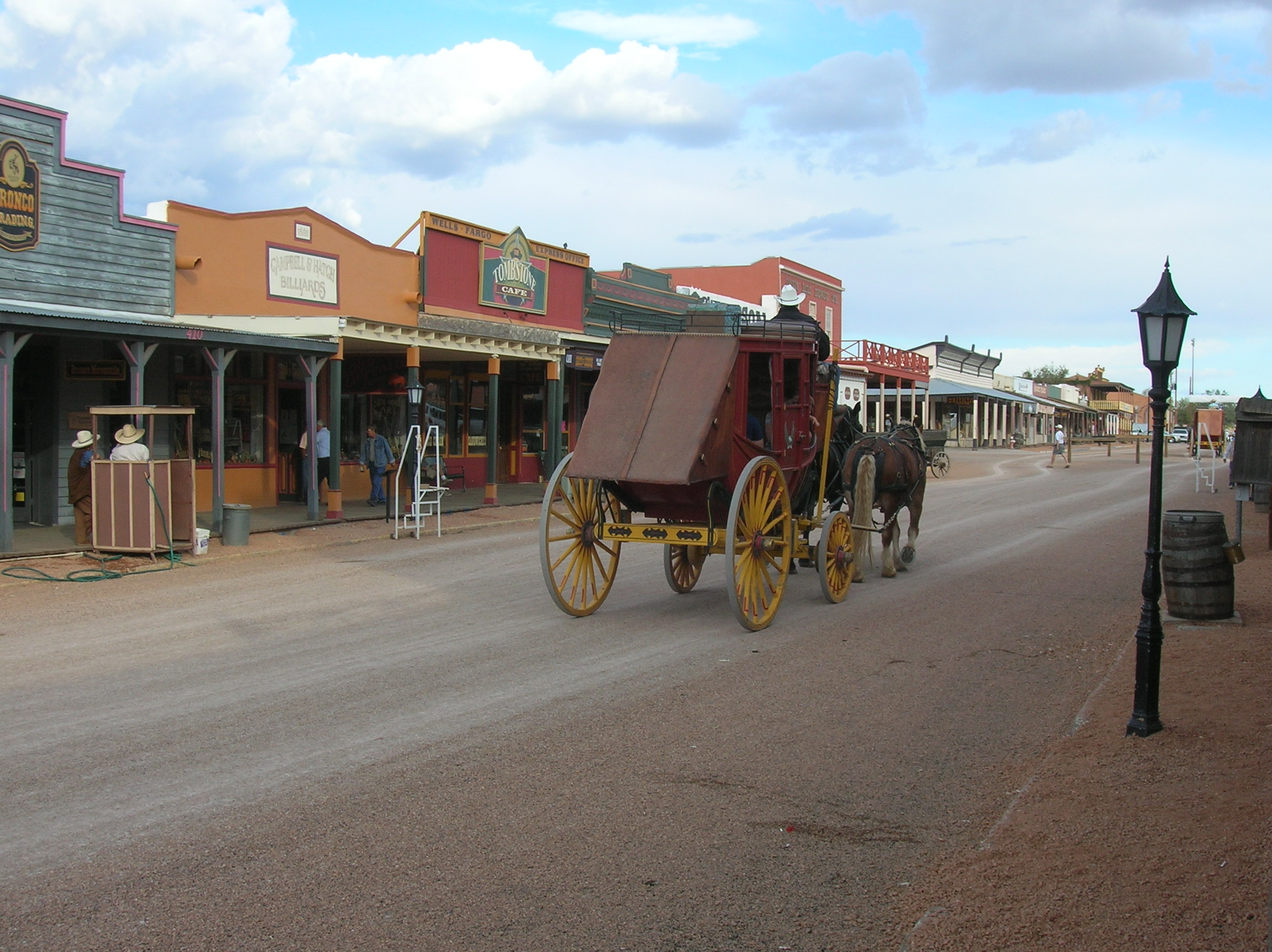
Las diligencias son uno de los medios de transporte más rápidos en Red Dead Redemption.

Red Dead Redemption introduce la opción de emplear un sistema moral en el que los jugadores tienen la capacidad para obtener honor, ya sea positivo o negativo. El personaje puede obtener honor capturando o matando forajidos que son buscados por las autoridades, ganando duelos y salvando inocentes, entre otras muchas acciones. La pérdida de honor se produce, por ejemplo, matando o robando a civiles. Esto funciona parejo a otro sistema, la fama, que influirá en cómo Marston será visto por los demás y qué tipo de reacciones suscitará a su alrededor. A mayores niveles de fama y honor, más respetado y necesitado será el personaje por los habitantes.
La forma de amasar dinero en la historia se ajusta a la época en la que está ambientado el videojuego. El jugador puede conseguir dinero completando misiones, ayudando a individuos que se encuentran en apuro por los parajes del juego, ganando apuestas en juegos de azar, saqueando los cadáveres de los criminales a los que el personaje da muerte durante las misiones, realizando trabajos secundarios —como vigilante nocturno o domador de caballos—, así como cazando animales y usando sus pieles y carnes para comercializarlas en las tiendas de los poblados. Al igual que en anteriores títulos de Rockstar Games, el jugador también puede conseguir fortuna de manera ajena a la ley, como asaltando o matando civiles, pero ello conllevará la pérdida de estatus de fama y honor, así como un aumento de su deuda con las autoridades.
Los medios de transporte en Red Dead Redemption son rudimentarios, de acuerdo con la época en la que se desarrolla el videojuego. El jugador puede desplazarse usando caballos —cada raza tiene sus propias características—, mulas, diligencias, carros y el ferrocarril. También puede hacerse con caballos salvajes que habitan por todo el territorio sin peligro de alertar a las autoridades, pero sí cometerá delito si decide robar o asaltar cualquiera de estos medios de transporte. Las diligencias transportan a Marston por todo el mapa a cambio del pago de la tarifa correspondiente.

### Combate y respuesta policial

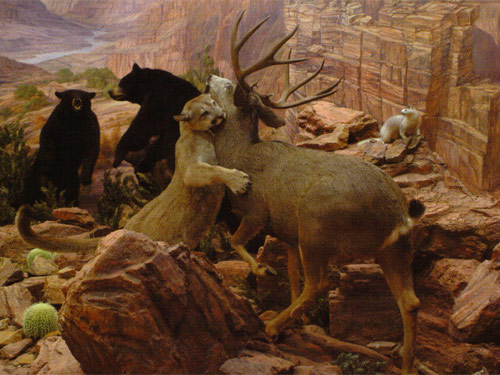
Un puma cazando un uapití, ante la presencia de osos grizzly. Los tres animales tienen su espacio en el juego y pueden cazarse entre ellos.

Las escenas de combate y lucha son partes principales del juego. Los tiroteos en Red Dead Redemption emplean un sistema de tercera persona. El jugador se puede cubrir, apuntar a una persona en concreto y apuntar libremente. El personaje también puede apuntar otro tipo de objetivos sin necesidad de eliminarlos, ya que Marston puede capturar ejemplares vivos mediante el uso de un lazo. Cuando el jugador dispara a un enemigo el motor del juego recrea la IA de las reacciones y movimientos de la víctima. John Marston tiene a su disposición un arsenal armamentístico que incluye revólveres, pistolas, escopetas, fusiles, carabinas, cuchillos, explosivos, lazos, ametralladora Gatling y cañones.
Una de las principales novedades del videojuego es la inclusión del modo "Dead-Eye". Este sistema emplea el estilo bullet time, que permite al jugador recrearse en el momento del disparo y realizarlos con más precisión, eligiendo distintas partes del cuerpo y disparando a múltiples enemigos de manera simultánea. Cuando la secuencia termina, Marston disparará con extrema rapidez toda la sucesión de disparos que el jugador ha elegido.
El sistema de "se busca" en Red Dead Redemption ha sido modificado sensiblemente con respecto al que utiliza Grand Theft Auto. Cuando se comete un crimen, como asesinar civiles cerca de testigos, alguien escapará asustado en dirección a la comisaría más cercana. Marston puede sobornar o asesinar a ese testigo antes de que alcance la comisaría. Sin embargo, si el jugador posee altos niveles de fama y honor los testigos pueden hacer la vista gorda o aceptar sobornos menos costosos. Por el contrario, si el crimen se comete cerca de una comisaría, el medidor de se busca aparecerá inmediatamente y aumentará con más crímenes. Para evadir a las autoridades en una persecución, Marston debe escapar de la zona perimetral que aparece en el radar hacia zonas más seguras, donde el medidor disminuye hasta desaparecer. El jugador puede, también, colocar un pañuelo sobre el rostro de Marston para que el medidor baje más rápidamente. Sin embargo, eludir a los sheriffs o policías durante una persecución no significa que el jugador haya quedado impune, pues su deuda con las autoridades irá en aumento hasta que pague su deuda en una sucursal de telégrafos o presente una carta de indulto. Cuando Marston es arrestado, el jugador debe pagar su deuda y entonces será liberado. Si el jugador no dispone de suficiente dinero en efectivo para pagar su libertad, la policía encargará a Marston servicios compensatorios a la comunidad, como realizar actividades de cazarrecompensas.

### Armas
A continuación se muestran las armas disponibles en el videojuego:
- Revólver Cattleman: el revólver estándar, ampliamente usado en todo el Viejo Oeste.
- Revólver Schofield: revólver superior al Cattleman.
- Revólver de doble acción: revólver de poder y velocidad de recarga moderados, pero de una alta cadencia de fuego.
- Revólver LeMat: el revólver más potente de todos, además tiene capacidad para nueve balas.
- Pistola Volcanic: pistola de famoso diseño que se ha ganado una buena reputación, destaca por su gran capacidad de munición.
- Pistola semiautomática: pistola de moderno diseño, mucho más eficaz que los revólveres.
- Pistola High Power: de las pistolas más modernas del juego, destaca por su potencia.
- Pistola Mauser: Pistola de origen alemana, popular entre los soldados alemanes de la Primera y Segunda Guerra Mundial, es la tercera arma automática del juego.
- Carabina de repetición: carabina de repetición estándar, ampliamente usada en el Oeste.
- Winchester de repetición: fusil que supera a la carabina estándar en todo menos en velocidad de recarga.
- Henry de repetición: fusil muy similar al Winchester, pero más poderoso y con un depósito para doce balas.
- Evans de repetición: fusil de moderno diseño que se destaca por su cadencia de disparo y gran capacidad de munición.
- Fusil Springfield: fusil de retrocarga, destaca por su potencia y alcance.
- Fusil de cerrojo: fusil muy poderoso y de rápida recarga, pero su capacidad de munición es escasa.
- Fusil de caza (Fusil para búfalos): moderno y potente fusil, el más poderoso de todos.
- Fusil Rolling Block: fusil de retrocarga equipado con una mira telescópica e ideal para blancos lejanos.
- Fusil Carcano: fusil italiano de cerrojo con una mira telescópica, que supera al Rolling Block.
- Fusil explosivo: poderosa arma con munición explosiva.
- Escopeta de corredera: moderna escopeta, letal a distancias cortas.
- Escopeta recortada: escopeta recortada para un mejor manejo, destaca por su velocidad de recarga.
- Escopeta de dos cañones: vieja escopeta con dos cañones, potente a cortas distancias.
- Escopeta semiautomática: escopeta semiautomática, más eficaz que la de dos cañones.
- Cuchillo arrojadizo: cuchillo que se puede lanzar, ideal para eliminar enemigos de manera silenciosa y sin ser descubierto.
- Dinamita: explosivo que causa graves daños, es útil para despejar edificios o trincheras.
- Botella incendiaria: botella de whisky llena de combustible y con una mecha, ideal para incendiar edificios o zonas.
- Tomahawk: hacha que, al igual que el cuchillo arrojadizo, se puede lanzar.
- Cuchillo: arma básica que se usa principalmente para combates cuerpo a cuerpo, aunque también es útil para cazar.
- Lazo: clásico lazo con muchas utilidades, entre otras, echárselo a caballos para domarlos o atar a delincuentes.
- Puños: los puñetazos servirán para dejar inconscientes a los cuatreros, ladrones o vándalos que actúen por la noche en los pueblos.

#### Armamento especial
- Ametralladora Gatling: arma muy poderosa que puede estar montada en trenes y diligencias.
- Ametralladora Browning: otra de las armas fijas de la historia, con una gran potencia.
- Cañón: cañón devastador que está presente en El Presidio, una fortaleza mexicana.

### Multijugador
Red Dead Redemption incluye un modo multijugador online con un máximo de 16 jugadores por sesión en un entorno abierto. El usuario dispondrá de un personaje desbloqueable en lugar de utilizar a Marston, el protagonista del modo historia, y cada acción hará posible aumentar el nivel de experiencia del jugador —existen cincuenta niveles— para lograr nuevas armas, equipamiento e incluso nuevos personajes. Además, a medida que el jugador sube su nivel de experiencia podrá desbloquear nuevos desafíos multijugador.
Existen dos modos disponibles: un modo libre y otro competitivo. El modo libre incluye partidas con ocho usuarios por cada bando con los que será posible participar en partidas de escondites de bandas y desafíos ambientales. Durante el modo libre el jugador podrá encontrar señales en ciudades que indican el comienzo inmediato del modo competitivo. Este comienza con la clásica disposición de los jugadores en modo Mexican standoff —jugadores frente a frente en un duelo para determinar quien toma la salida— e incluye partidas de bandas por equipos, tiroteos de todos contra todos y capturar la bolsa. A su vez, el modo capturar la bolsa incluye tres modalidades de juego: "Fiebre del oro", donde los jugadores deben coger el máximo número de bolsas de oro que puedan y llevarlas a los cofres más cercanos; "Cada uno a lo suyo", en el que cada equipo tiene una bolsa y debe defenderla; y "Capturar la bolsa", modo en el que solo existe una bolsa y un cofre para los dos equipos.
En el modo multijugador los usuarios pueden recoger todo tipo de equipamiento que encontrarán esparcido por el terreno, utilizar los caballos y diligencias, así como el modo "Dead-Eye", que está también disponible. El juego incluye la opción de unirse al Rockstar Games Social Club que la desarrolladora introdujo ya en Grand Theft Auto IV, aunque eliminada por los cierres de los servidores de Gamespy.
Con las actualizaciones como Forajidos hasta el fin, Mentirosos y Tramposos y Leyendas y asesinos se puede aumentar el mundo en línea con nuevas localizaciones, personajes, armas y modos de juego. El pack Mentirosos y Tramposos es posible jugar con John Marston y otros personajes, jugar al póker y al Dado Mentiroso y se agrega el fusil explosivo a las armas. Con el pack Leyendas y Asesinos es posible jugar con personajes del Red Dead Revolver, la precuela espiritual del juego, y agrega el Tomahawk, un hacha de combate india que se usa tanto para combate cuerpo a cuerpo como para lanzarla. El pack Forajidos hasta el Final agrega 6 nuevos modos de juegos como fortaleza y nos permite tener una fortalezas, al atacarlas se sube de nivel más rápido.

## Banda sonora
Red Dead Redemption Original Soundtrack es la banda sonora de la música del videojuego Red Dead Redemption. Fue compuesta principalmente por el miembro de Friends of Dean Martinez Bill Elm y su excompañero Woody Jackson. Además, contaron con la colaboración de otros artistas como el músico sueco de folk José González. La banda sonora del videojuego, no la versión que fue lanzada en CD, está compuesta por un total de catorce horas de material grabados en 130 ppm en la menor para una "mayor armonía y diversidad de sonidos".
El supervisor de la música de Rockstar, Ivan Pavlovich —que ha firmado el aspecto musical de los títulos de la saga Grand Theft Auto— fue el encargado de realizar el apartado musical en Red Dead Redemption. Pavlovich aseguró que, a diferencia de GTA, "no había manera de utilizar música con licencia como habíamos hecho en el pasado. Así que nos dimos cuenta que íbamos a necesitar escribir nuestra propia música". Pavlovich contactó con la banda de Tucson, Arizona, Friends of Dean Martinez, y pensó al escucharlos: "estos tipos podrían hacer una interpretación moderna fantástica de música clásica de wéstern". Fue entonces cuando contactaron con el fundador de la banda, Bill Elm y su compañero Woody Jackson.
La música en el juego varía según el personaje se encuentre en las distintas tierras que conforman el mapa de Red Dead Redemption, la tensión del momento y las decisiones que tome el personaje, como tiroteos o huidas. El juego está acompañado continuamente por una banda sonora instrumental de fondo que cambia según el momento de la historia y a medida que el jugador se encuentre en Estados Unidos o en México sonará un tipo de música característico, que varía desde melodías pastoriles hasta otras rodeadas de suspense o con ritmos más frenéticos. Según el propio Jackson, "cuando el juego comienza, en la zona de la Frontera, tenemos algunos silbatos, violines, una harmónica, guitarras —que le confiere una auténtica sensación de tranquilidad—. Después llegas a México, donde utilizamos algunos cuernos". Jackson aseguró que trabajaron en la banda sonora de Red Dead Redemption durante quince meses.
En el videojuego únicamente hay cuatro canciones que incluyen vocalistas: Jamie Lidell, William Elliott Whitmore, José González y Ashtar Command. William Elliott Whitmore grabó a cappella la canción "Bury Me Not On The Lone Prairie", mientras que Jamie Lidell realizó una edición especial de su sencillo "Compass". "Far Away", de José González, se puede escuchar cuando John Marston llega por primera vez a Nuevo Paraíso y "Deadman's Gun", de Ashtar Command, aparece en los créditos finales.

Toda la música compuesta por Bill Elm y Woody Jackson, excepto donde se indique. 
| Red Dead Redemption Original Soundtrack (75:18) |                                                              |          |  |
| N.º                                             | Título                                                       | Duración |  |
| 1.                                              | «Born Unto Trouble»                                          | 3:12     |  |
| 2.                                              | «The Shootist»                                               | 4:17     |  |
| 3.                                              | «Dead End Alley»                                             | 2:06     |  |
| 4.                                              | «Horseplay»                                                  | 3:15     |  |
| 5.                                              | «Luz y Sombra»                                               | 5:19     |  |
| 6.                                              | «El Club De Los Cuerpos»                                     | 6:24     |  |
| 7.                                              | «Estancia»                                                   | 2:02     |  |
| 8.                                              | «(Theme From) Red Dead Redemption»                           | 5:38     |  |
| 9.                                              | «Triggernometry»                                             | 5:24     |  |
| 10.                                             | «Gunplay»                                                    | 1:28     |  |
| 11.                                             | «Redemption In Dub»                                          | 2:10     |  |
| 12.                                             | «Muertos Rojos (aka The Gunslinger's Lament)»                | 5:51     |  |
| 13.                                             | «The Outlaw's Return»                                        | 6:54     |  |
| 14.                                             | «Exodus In America»                                          | 4:59     |  |
| 15.                                             | «Already Dead»                                               | 1:31     |  |
| 16.                                             | «Far Away» (José González)                                   | 4:40     |  |
| 17.                                             | «Compass (Red Dead On Arrival Version)» (Jamie Lidell)       | 2:59     |  |
| 18.                                             | «Deadman's Gun» (Ashtar Command)                             | 4:15     |  |
| 19.                                             | «Bury Me Not On The Lone Prairie» (William Elliott Whitmore) | 2:24     |  |
| 75:18                                           |                                                              |          |  |

## Desarrollo y promoción

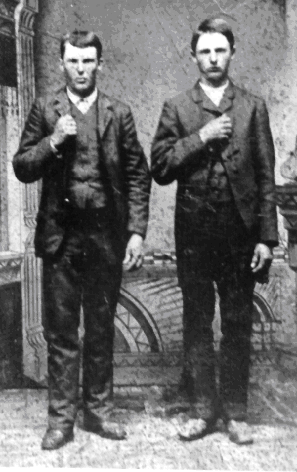
La imagen de Jesse y Frank James fue empleada durante un serial de biografías históricas publicadas en la web oficial del juego de Rockstar Games.

La primera aparición de Red Dead Redemption tuvo lugar en el E3 de 2005, cuando el equipo de Rockstar presentó una demostración de lo que estaban trabajando. En mayo de 2009 apareció por primera vez al público el título definitivo de Red Dead Redemption. Además, seis meses antes del lanzamiento del juego, Rockstar comenzó a realizar una serie de recomendaciones en su web oficial sobre las mejores películas del género wéstern y aquellas que influenciaron al equipo de Rockstar para desarrollar y ambientar el videojuego. Igualmente, y como parte de la etapa de promoción, Rockstar lanzó mediante su web un serial sobre la biografía de tres personajes históricos del salvaje oeste estadounidense: Tom Horn, Frank James y Pearl Hart.
El juego, desarrollado por Rockstar San Diego y, en menor medida junto a Rockstar Leeds y Rockstar North, está ejecutado sobre un motor gráfico híbrido entre Euphoria y Rockstar Advanced Game Engine (RAGE) —propiedad de Rockstar—, el mismo que se utilizó para Grand Theft Auto IV. El proceso de creación del juego llevó seis años de trabajo, desde el momento en que Rockstar lanzó Red Dead Revolver, que previamente adquirió la licencia de la idea original a Capcom, pues la compañía japonesa tenía el boceto del juego al borde de la desaparición. Dan Houser, uno de los fundadores de Rockstar, aseguró que Red Dead Revolver no sufrió apenas variación con respecto a la idea original de Capcom, por lo que no pudieron integrar un motor de juego propio para dotar al título de una mayor libertad que sí gozaría Red Dead Redemption. Houser reconoció que "entendimos desde un primer momento que para crear el Red Dead que queríamos había que esperar a la nueva generación, así que desde que tuvimos oportunidad probamos el potencial de la next-gen". Red Dead Redemption contó, en su fase de desarrollo, con un guion que suponía diez veces las páginas del de una película.
El equipo de Rockstar, gracias al motor RAGE y la tecnología Natural Motion de Euphoria, realizó capturas de movimiento con caballos reales para trasladarlos al videojuego y realizó una intensa labor de documentación e investigación para decidir las razas más adecuadas. El proceso se llevó a cabo mediante la colocación de sensores sobre el corcel y las capturas incluyeron también a un jinete con el que poder captar la naturalidad de todos los movimientos. Debido a la gran extensión del mapa en Red Dead Redemption, Houser declaró que "al plantearnos un wéstern, teníamos el problema de qué introducir para que los recorridos a caballo por el campo fueran interesantes. Así que nos inventamos todo un ecosistema, con más de 50 animales para cazar, y un contexto amplio". Al igual que sucedió con Grand Theft Auto IV, Rockstar Games decidió contratar a actores de doblaje poco conocidos. El actor Rob Wiethoff fue el encargado de dar vida al personaje principal, John Marston, mientras que el antagonista de la historia, Bill Williamson, fue doblado por Steve J. Palmer. Los peatones, sus diálogos y las películas de cine mudo fueron escritos por Lazlow Jones entre otros, quien ya firmó la mayoría de estos apartados de la saga Grand Theft Auto.
El título sufrió algunos retrasos en cuanto a la fecha de lanzamiento. En un principio estaba planeado que apareciese a finales de 2009, pero Take-Two tuvo que posponer el lanzamiento hacia principios de 2010. En diciembre de 2009 fue confirmado por parte de Rockstar para salir al mercado el 30 de abril de 2010. Sin embargo, en marzo de 2010 Rockstar confirmó que la fecha de lanzamiento del videojuego se retrasaba al 21 de mayo, ya que consideraban que "con Red Dead Redemption, sentimos que esas semanas extra de desarrollo supondrán una gran diferencia con el objetivo de conseguir una experiencia que vaya más allá" de lo que esperaba el público.
El sábado 29 de mayo de 2010, la cadena estadounidense Fox estrenó en exclusiva un corto producido por Rockstar Games y dirigido por el director John Hillcoat (The Road, 2009) sobre Red Dead Redemption. El cortometraje, de treinta minutos de duración, fue estrenado a medianoche y mostraba vídeos extraídos del juego narrados a modo de historia, y bajo la visión personal de Hillcoat, donde Marston, al igual que en la historia, trata de dar caza a Williamson.
Desde el equipo de Rockstar se aseguró que, por el momento, no había intención de llevar el título a su versión PC.